# Luis Alberto Hernando
Pour les articles homonymes, voir Hernando.
Luis Alberto Hernando Alzaga est un biathlète, fondeur et athlète espagnol né le 22 septembre 1977 à Burgos. Il a pris part à cinq sports au niveau international et a obtenu cinq titres mondiaux au total (3 en ultra-trail et 2 en skyrunning).

## Carrière sportive

### Biathlon et ski de fond
Membre du Club de Montaña de la Guardia Civil, il fait ses débuts dans la Coupe d'Europe en 2002, puis la Coupe du monde de biathlon à Hochfilzen en décembre 2003, avant de concourir aux Championnats du monde 2004 et 2005.
Il dispute, en 2006, pour la première et seule fois de sa carrière aux Jeux olympiques à l'occasion des ceux de Turin, se classant 80e et 82e dans les épreuves de biathlon.
En fin d'année 2007, il prend part à trois manches de la Coupe du monde de ski de fond, dont deux individuelles et un relais. Il prend part à des compétitions internationales mineures et nationales en ski jusqu'en 2010.

### Ultra-trail et sky-running
Depuis 2010, il est acit au niveau international en skyrunning et ultra-trail, sport qu'il pratiquait à l'inter-saison quand il était skieur. Il a notamment remporté trois fois la Transvulcania, en 2014, où il bat Kilian Jornet, 2015 et 2016, devenant le seul à réaliser une telle série. En 2013, il remporte son premier titre de champion d'Europe de skymarathon, gagnant aussi en 2015 et 2017.
Il a également gagné la Skyrunner World Series en 2011 et la Skyrunner World Series Ultra en 2015. En 2016, il devient pour la première fois champion du monde de trail au Portugal, après avoir fini deuxième en 2015, titre qu'il conserve en 2017 et 2018. 

## Résultats

### Biathlon
| Compétition                     | Lieu  | Discipline | Classement |
| ------------------------------- | ----- | ---------- | ---------- |
| Jeux olympiques d'hiver de 2006 | Turin | Individuel | 80e        |
| Jeux olympiques d'hiver de 2006 | Turin | Sprint     |            |

### Skyrunning
| no  | masculin           | Course                                        | Longueur | Départ            | Temps           |
| --- | ------------------ | --------------------------------------------- | -------- | ----------------- | --------------- |
| 2e  | Médaille d'argent  | Championnats d'Europe de skyrunning - SkyRace | 31 km    | 12 juin 2011      | 2 h 44 min 56 s |
| 1re | Médaille d'or      | Dolomites SkyRace                             | 23 km    | 24 juillet 2011   | 1 h 50 min 55 s |
| 3e  | Médaille de bronze | Giir di Mont                                  | 32 km    | 29 juillet 2012   | 3 h 22 min 52 s |
| 2e  | Médaille d'argent  | Hamperokken SkyRace                           | 45 km    | 2 août 2015       | 6 h 25 min 54 s |
| 1re | Médaille d'or      | Gorbeia Suzien                                | 31 km    | 1er octobre 2016  | 3 h 0 min 21 s  |
| 2e  | Médaille d'argent  | Canfranc-Canfranc 16K                         | 16 km    | 13 septembre 2020 | 1 h 47 min 37 s |

### Ultra-trail
| no  | masculin          | Course                                                  | Longueur | Départ            | Temps            |
| --- | ----------------- | ------------------------------------------------------- | -------- | ----------------- | ---------------- |
| 2e  | Médaille d'argent | Transvulcania                                           | 83 km    | 11 mai 2013       | 6 h 58 min 31 s  |
| 1re | Médaille d'or     | Championnats d'Europe de skyrunning - Ultra SkyMarathon | 80 km    | 27 juillet 2013   | 8 h 59 min 47 s  |
| 1re | Médaille d'or     | Ultra Cavalls del Vent                                  | 100 km   | 22 septembre 2013 | 10 h 23 min 9 s  |
| 1er | Médaille d'or     | Transvulcania                                           | 73 km    | 10 mai 2014       | 6 h 55 min 41 s  |
| 1er | Médaille d'or     | 80 km du Mont-Blanc                                     | 80 km    | 27 juin 2014      | 10 h 25 min 52 s |
| 1re | Médaille d'or     | Ultra Pirineu                                           | 103 km   | 20 septembre 2014 | 11 h 15 min 14 s |
| 1er | Médaille d'or     | Transvulcania                                           | 73 km    | 9 mai 2015        | 6 h 52 min 39 s  |
| 2e  | Médaille d'argent | Championnats du monde de trail                          | 84 km    | 30 mai 2015       | 8 h 19 min 06 s  |
| 1er | Médaille d'or     | Championnats d'Europe de skyrunning - Ultra SkyMarathon | 65 km    | 12 juillet 2015   | 7 h 43 min 00 s  |
| 2e  | Médaille d'argent | Ultra-Trail du Mont-Blanc                               | 170 km   | 28 août 2015      | 21 h 57 min 17 s |
| 1er | Médaille d'or     | Transvulcania                                           | 73 km    | 7 mai 2016        | 7 h 04 min 44 s  |
| 1er | Médaille d'or     | Championnats du monde de trail                          | 85 km    | 29 octobre 2016   | 8 h 20 min 26 s  |
| 1er | Médaille d'or     | Championnats du monde de trail                          | 50 km    | 10 juin 2017      | 4 h 23 min 31 s  |
| 1er | Médaille d'or     | Championnats d'Europe de skyrunning - Ultra SkyMarathon | 67 km    | 8 juillet 2017    | 8 h 17 min 05 s  |
| 1er | Médaille d'or     | The Rut 50K                                             | 50 km    | 3 septembre 2017  | 5 h 10 min 16 s  |
| 1er | Médaille d'or     | Championnats du monde de trail                          | 85 km    | 12 mai 2018       | 8 h 38 min 35 s  |
| 1er | Médaille d'or     | CCC                                                     | 101 km   | 30 août 2019      | 10 h 28 min 49 s |

### Palmarès aux Championnats du monde

#### Trail
| Épreuve / Édition | Huntsville 2007 | Serre Chevalier 2009 | Connemara 2011 | Conwy 2013 | Annecy-le-Vieux 2015 | Gerês 2016 | Badia Prataglia 2017 | Peñagolosa 2018 |
| Résultat final    | —               | —                    | —              | —          | Argent               | Or         | Or                   | Or              |

Légende :
- : première place, médaille d'or
- : deuxième place, médaille d'argent
- : troisième place, médaille de bronze
- — : n'a pas participé à cette épreuve

#### Skyrunning
| Épreuve / Édition                | Kilomètre vertical | SkyMarathon | Ultra SkyMarathon                |
| -------------------------------- | ------------------ | ----------- | -------------------------------- |
| Championnats 2010 Italie         | 7e                 | Bronze      | Épreuve inexistante à cette date |
| Championnats 2014 Chamonix       | —                  | —           | Or                               |
| Championnats 2016 La Vall de Boí | —                  | —           | Or                               |

Légende :
- : première place, médaille d'or
- : deuxième place, médaille d'argent
- : troisième place, médaille de bronze
- — : n'a pas participé à cette épreuve
- : pas d'épreuve